# دالی (بلخ)
دالی (به لاتین: Dali) یک منطقهٔ مسکونی در افغانستان است که در ولایت بلخ واقع شده‌است.